# Achat Aszyrow
Achat Sienorowicz Aszyrow (ros. Ахат Сенорович Аширов; ur. 8 maja 1970) – kazachski judoka. Olimpijczyk z Atlanty 1996, gdzie zajął 21. miejsce w wadze lekkiej
Uczestnik mistrzostw świata w 1993 i 1997. Startował w Pucharze Świata w latach 1995-1997. Zdobył dwa medale na mistrzostwach Azji.
Jego brat Siergiej Aszyrow, także był judokiem i olimpijczykiem z tych samych igrzysk.

## Letnie Igrzyska Olimpijskie 1996
| Konkurencja | Eliminacje            | Klas. końcowa |
| Konkurencja | Przeciwnik I          | Miejsce       |
| ----------- | --------------------- | ------------- |
| 71 kg       | Andrei Golban (MDA) P | 21.           |